# 文昌街道 (洞口县)
洞口镇，是中华人民共和国湖南省邵陽市洞口县下辖的一个乡镇级行政单位。

## 行政区划
洞口镇下辖以下地区：
桔城社区、龙山社区、文昌社区、和平社区、八角田社区、竹山村、平溪村、大桥村、高仓村、高渡村、渡头村、平清村、青山村、花山村、蔬菜村、新平村、金武村和平栋村。